# Harpastum

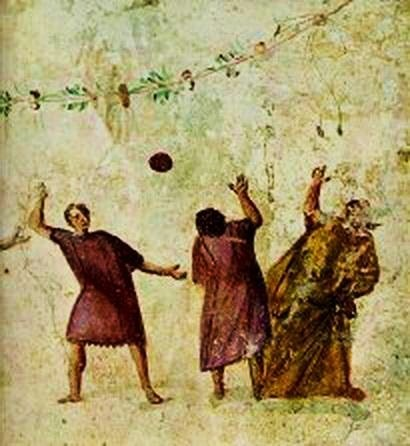
Harpastum

Harpastum was een balsport die werd gespeeld in het Oude Griekenland en in het Romeinse Rijk. Tot en met de vijfde eeuw was het een van de meest populaire Romeinse balspelen.
Van de oorspronkelijke spelregels is weinig meer bekend. Vanuit het huidige perspectief zou deze sport het beste te vergelijken zijn als een mix van rugby en handbal. Harpastum werd met twee teams van 27 spelers op een rechthoekig veld gespeeld. Het doel was om de bal achter de doellijn van de tegenstander te krijgen. De bal werd uit de lucht gevangen en er werd geslagen en gegooid met de hand. De bal werd gemaakt uit een varkensblaas.